# 김승민 (배우)
김승민(1974년 6월 7일 ~ )은 대한민국의 배우이다. 1996년 SBS 6기 공채 탤런트로 데뷔하였다. 소속사는 마스크엔터테인먼트이다.

## 출연작

### 드라마
- 1996년 《LA아리랑》 SBS
- 1996년 《남자 대탐험》 SBS
- 1996년 《8월의 신부》 SBS
- 1997년 《아름다운 그녀》 SBS
- 1997년 《가족수첩》 SBS
- 1997년 《여자, 여자, 여자》 SBS
- 1997년 《여자》 SBS
- 1998년 《순풍산부인과》 SBS
- 1998년 《사랑해 사랑해》 SBS
- 1998년 《바람의 노래》 SBS
- 1998년 《미스터Q》 SBS
- 1998년 《7인의 신부》 SBS
- 1998년 《공포의 눈동자》 SBS
- 1998년 《승부사》 SBS
- 1998년 《나 어때》 SBS
- 1998년 《미우나 고우나》 SBS
- 1999년 《지금은 사랑할 때》 SBS
- 1999년 《카이스트》 SBS
- 1999년 《젊은 태양》 SBS
- 1999년 《토마토》 SBS
- 1999년 《행진》 SBS
- 1999년 《당신은 누구시길래》 SBS
- 1999년 《반달끼리 만나서》 SBS
- 1999년 《남자 셋 여자 셋》 MBC
- 1999년 《아름다운 선택》 MBC
- 1999년 《해피투게더》 SBS
- 1999년 《달콤한 신부》 SBS
- 2000년 《팝콘》 SBS
- 2000년 《사랑과 이별》 SBS
- 2000년 《여자만세》 SBS
- 2000년 《메디컬 센터》 SBS
- 2000년 《웬만해선 그들을 막을 수 없다》 SBS
- 2001년 《순자》 SBS
- 2001년 《이별 없는 아침》 SBS
- 2001년 《허니허니》 SBS
- 2001년 《우리집》 MBC
- 2002년 《지금은 연애중》 SBS
- 2002년 《결혼합시다》 KBS2
- 2002년 《야인시대》 SBS
- 2003년 《눈사람》 MBC
- 2003년 《올인》 SBS
- 2003년 《술의 나라》 SBS
- 2003년 《옥탑방 고양이》 MBC
- 2003년 《1%의 어떤 것》 MBC
- 2004년 《폭풍 속으로》 SBS
- 2004년 《장미의 전쟁》 MBC
- 2004년 《형수님은 열아홉》 SBS
- 2004년 《12월의 열대야》 MBC
- 2005년 《어여쁜 당신》 KBS
- 2005년 《원더풀 라이프》 MBC
- 2005년 《제5공화국》 MBC
- 2005년 《황금사과》 KBS
- 2006년 《점프2》 EBS
- 2006년 《연개소문》 SBS
- 2006년 《MBC 베스트극장 - 놈들의 수다》 MBC
- 2009년 《살맛 납니다》 MBC
- 2010년 《아직도 결혼하고 싶은 여자》 MBC
- 2010년 《욕망의 불꽃》 MBC
- 2011년 《내 마음이 들리니》 MBC

### 영화
- 2007년 《최강 로맨스》
- 2007년 《마을금고 연쇄습격사건》
- 2008년 《기다리다 미쳐》
- 2013년 《설인》

## 학력
- 서울예술대학 방송연예과